# Alpenlaufkäfer
Der Alpenlaufkäfer (Carabus alpestris) ist eine Art der Echten Laufkäfer (Carabus), die nur in den mitteleuropäischen Alpen lebt.

## Merkmale
Der Alpenlaufkäfer erreicht eine Körperlänge von 16 bis 22 Millimetern. Er ist auf seiner Körperoberseite kupferfarben und glänzend, kann jedoch auch grünlich oder bronzefarben schimmern sowie fast schwarz sein. Im Vergleich zu dem sehr ähnlichen Bergwald-Laufkäfer (C. silvestris) ist der Halsschild an der Basis nicht konkav, sondern gleichmäßig gerade verengt. Eine eindeutige Bestimmung ist allerdings nur anhand der Genitalien möglich.

## Verbreitung
Der Alpenlaufkäfer ist ausschließlich in den mitteleuropäischen Kalkalpen sowie den Hohen Tauern verbreitet. Er lebt dort in der Krummholzzone und den Grasheiden unter Steinen und Kuhfladen und ist von Juni bis August anzutreffen.